# Xã L'Anguille, Quận St. Francis, Arkansas
Xã L'Anguille (tiếng Anh: L'Anguille Township) là một xã thuộc quận St. Francis, tiểu bang Arkansas, Hoa Kỳ. Năm 2010, dân số của xã này là 652 người.